# NGC 6174
NGC 6174 ist eine 14,0 mag helle, elliptische Galaxie vom Hubble-Typ E-S0 im Sternbild Herkules.
Sie wurde am 26. März 1849 von George Stoney, einem Assistenten von William Parsons, entdeckt. NGC 6174 ist einer von drei Nebeln, die Lord Rosse 1849 bei der Beobachtung von NGC 6173 gefunden hat. Die genaue Klassifizierung des Objekts ist aus der Beschreibung nicht zu entnehmen. Einige Datenbanken (NED, Simbad) klassifizieren zum Beispiel PGC 58331 als NGC 6174.